# Halloh (Halver)
Halloh ist eine Hofschaft von Halver im Märkischen Kreis im Regierungsbezirk Arnsberg in Nordrhein-Westfalen (Deutschland).

## Lage und Beschreibung
Halloh liegt im südöstlichen Halver auf 373 Meter über Normalnull an der Stadtgrenze zu Kierspe am Rande des Waldgebiets um die Erhebung Dahlhauser Kopf. Der Ort ist über eine Zufahrt von dem größeren Ortsteil Ehringhausen zu erreichen, die auch Dahlhausen  anbindet. Weitere Nachbarorte sind  Schlemme, Sticht und der Herweger Schleifkotten, sowie die Kiersper Ortsteile Lammecke und Halzenbach. Im Ort entspringt ein Zufluss der Schlemme, die wiederum in die Volme fließt.

## Geschichte
Halloh wurde erstmals 1782 urkundlich erwähnt, die Entstehungszeit der Siedlung wird aber für den Zeitraum zwischen 1050 und 1200 infolge der Rodungsphase nach der hochmittelalterlichen Territorialbildung vermutet. Halloh war ein Kotten von Haus Rhade.
1818 lebten sechs Einwohner im Ort. 1838 gehörte Halloh der Bergfelder Bauerschaft innerhalb der Bürgermeisterei Halver an. Der laut der Ortschafts- und Entfernungs-Tabelle des Regierungs-Bezirks Arnsberg als Kotten kategorisierte Ort besaß zu dieser Zeit ein Wohnhaus. Zu dieser Zeit lebten drei Einwohner im Ort, allesamt evangelischen Glaubens.
Das Gemeindelexikon für die Provinz Westfalen von 1887 gibt eine Zahl von vier Einwohnern an, die in einem Wohnhaus lebten.